# Bella Hartley
Isabella "Bella" Hartley es una de las tres sirenas de la serie de televisión australiana H2O: Just Add Water. Bella aparece por primera vez en la tercera temporada, sustituyendo a Emma Gilbert porque Claire Holt estaba ocupada filmando The Messengers 2: The Scarecrow. Bella descubre sus poderes a los nueve años después de su viaje a Irlanda (Cuevas del Mar de Irlanda). Es interpretada por Indiana Evans. Inicialmente, Bella trabajó como camarera en un café llamado " Rikki's ", pero Sophie Benjamin tuerce su oportunidad mediante la adición de una especia picante en la copa de un cliente de la que Bella se hacía responsable. Pero ella sigue trabajando en el café como la principal cantante de la banda de Nate. Su padre trabaja en un hotel como gerente.

## Personalidad
Bella es un poco sensible, porque tiene miedo a ser descubierta como sirena. Pero se preocupa profundamente por sus amigos (sobre todo de Will). Bella también se describe como una chica llena de energía, con la cual es fácil hablar. Ella se preocupa por los demás y acepta la responsabilidad de las cosas. Su mayor sueño era decirle a Will que era una sirena, en la mitad de la 3ª temporada se ve cómo Bella se tira al agua porque Will la moja y se convierte en sirena con Will delante. Después Bella le dice que por favor no se lo diga a nadie y él guarda su secreto.

## Biografía
Bella es una nueva chica que se muda a la ciudad en la tercera temporada después de que Emma se haya marchado con su familia. Cleo y Rikki la descubren cuando un misterioso tentáculo de agua las ataca y captura a Rikki . Aunque Cleo se sorprende al principio, pronto le cuenta a las chicas que es una sirena y salva a Rikki del tentáculo de agua. A la mañana siguiente, las chicas y Lewis hablan sobre su transformación, sobre el tentáculo de agua que las atacó, y sobre el chico que lo vio, que estaba en el Estanque de la Luna cuando todo sucedió. Las chicas le piden a Bella que se una a ellas, finalmente ella acepta la propuesta. También Bella es una chica o sirena totalmente nueva, que aportará al grupo ese toque original.

## Transformación en sirena y vida anterior
A los 9 años, Bella se convirtió en sirena en la cueva del mar de Irlanda, mientras sus padres estaban ocupados en el trabajo. Se fue a explorar y encontró una cueva marina. Saltó a un estanque que había allí y la luna llena le dio sus poderes. No se sabe cómo los descubrió, pero en la tercera temporada tenía un buen control. Como collar lleva una piedra azul atada a una cuerda de color marrón , que más tarde se dieron cuenta de que era un cristal de la cueva de Irlanda donde se convirtió en sirena. Ella se convirtió en la misma cueva donde se convirtió la sirena Eva. Cuando tenía 18 años se fue a vivir a la Costa Dorada.

## Forma de sirena
Bella posee la capacidad de transformarse en una sirena diez segundos después de que toque el agua. Una vez que su cuerpo es completamente seco, ella vuelve a su forma humana con la misma ropa que llevaba antes de la transformación. Mientras está en forma de sirena, puede nadar muy rápido (600km/h) y aguantar la respiración durante casi 24 horas, es decir, un día.

## Gelidkinesis / Subtanciakinesis / Mecoquinesis
El poder de Bella es triple, puede agrupar las partículas de agua para convertirla en gelatina con un gesto de puño, se puede convertir en cristal con un gesto de puño moviendo el brazo y tiene la capacidad de explotar la gelatina o el cristal haciendo lo mismo con el brazo y el puño. Su poder por lo general deja de funcionar después de unos segundos (raramente), pero si se concentra mucho la sustancia, ésta se mantendrá en el mismo estado para siempre. Esto se demuestra cuando ella y Cleo usan sus poderes para hacerle un regalo de cumpleaños a Rikki. Mientras Cleo le da forma al agua, Bella lo convierte en gelatina y después en cristal, quedando una bonita sirena.

## Pareja
Bella se enamora de un buceador tan pronto como se muda a la ciudad. Will Benjamin reitera lo que "cree haber visto" en el Estanque de la Luna, por ello Rikki siempre le dice que se mantenga alejada de él para mantener su secreto a salvo. A medida que se van conociendo, Will comienza a sentir algo por ella. En una ocasión, accidentalmente, paseando por la playa, Will moja a Bella con unas gotas de agua en la cara y se ve obligada a correr hacia el océano antes de que ella se convierta en sirena. Entonces comienza a sospechar de ella y le echa un vaso de agua en la mano, por lo tanto le obliga de nuevo a transformarse delante de él. Aunque se sorprendió, él se compromete a mantener su secreto (aunque ella dice que Cleo y Rikki no son sirenas y mantiene los suyos).
Sin embargo, Bella se cansa de que Will le hable de como se mueve debajo del agua y de la magia que posee ella, por lo tanto comienza a sentir que él solo está interesado por ella debido a ser sirena y no como es ella realmente a causa de esto se rompe su amistad. Con el tiempo, se convierten en íntimos amigos después de que Will se enterase de que Cleo y Rikki son también sirenas. En un episodio, que por error lo oyó, Will le pregunta a Rikki que si quiere ir a la fiesta con él (solo estaba ensayando como Will podía decírselo a Bella) y decide ir con Nate para darle celos. En la fiesta, Bella se entera de que Will le quiere y se convierten en una pareja oficial.
- Datos: Q5725162